# Grumman Gulfstream I
Grumman Gulfstream I (tovární označení G-159) je turbovrtulový dopravní letoun. Jeho první let proběhl 14. srpna 1958.

## Vývoj
V roce 1956 začal Grumman vyvíjet malý dvoumotorový turbovrtulový dopravní letoun. Letadlo mělo mít kapacitu 10 až 14 osob, případně schopné přepravit až 24 cestujících. Gulfstream I byl navržen jako konvenční dolnoplošník s přetlakovou kabinou a výsuvným příďovým podvozkem. Jako pohon byly použity dva turbovrtulové motory Rolls-Royce.
První prototyp vzlétl 14. srpna 1958, Federal Aviation Administration vystavil osvědčení o letové způsobilosti v květnu 1959 a dodávky začaly v červnu 1959. V roce 1969 byla výroba zastavena ve prospěch stroje Gulfstream II.

## Varianty

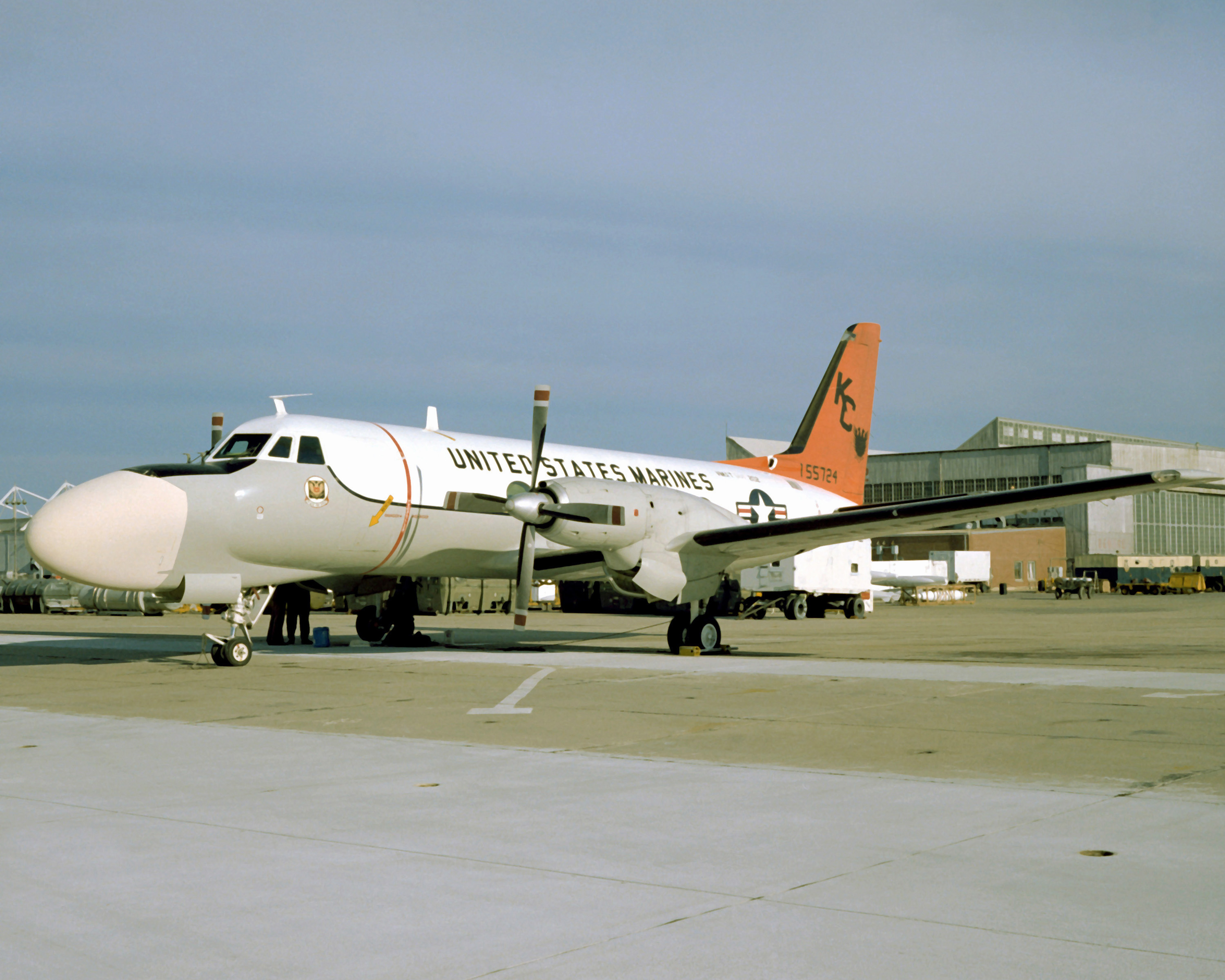
TC-4C určený k výcviku posádek pro stroje Grumman A-6 Intruder Námořní pěchoty

G-159 Gulfstream I
G-159C Gulfstream I-C
VC-4A
TC-4B
TC-4C Academe

## Specifikace

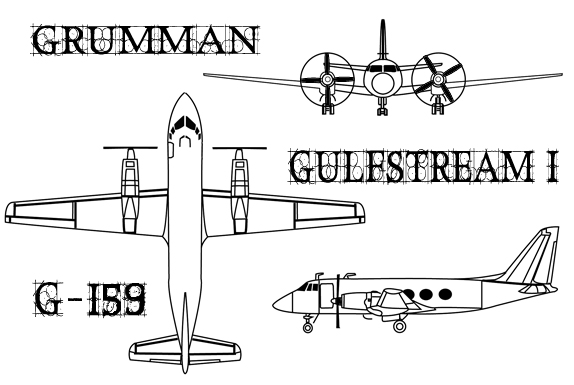
Třípohledový nákres

### Technické údaje
- Posádka: 2
- Kapacita: 10–24 cestujících
- Délka: 19,43 m
- Rozpětí: 23,93 m
- Výška: 6,93 m
- Plocha křídel: 56,70 m²
- Hmotnost prázdného stroje: 9 934 kg
- Maximální vzletová hmotnost: 15 921 kg
- Pohonné jednotky: 2× turbovrtulový motor Rolls-Royce Dart 529 každý o výkonu 1 630 kW

### Výkony
- Cestovní rychlost: 560 km/h ve výšce 7 600 m
- Dolet: 4 088 km
- Dostup: 10 200 m
- Počáteční stoupavost: 9,7 m/s